# Комиссия о Санкт-Петербургском строении
Не следует путать с Канцелярией от строений

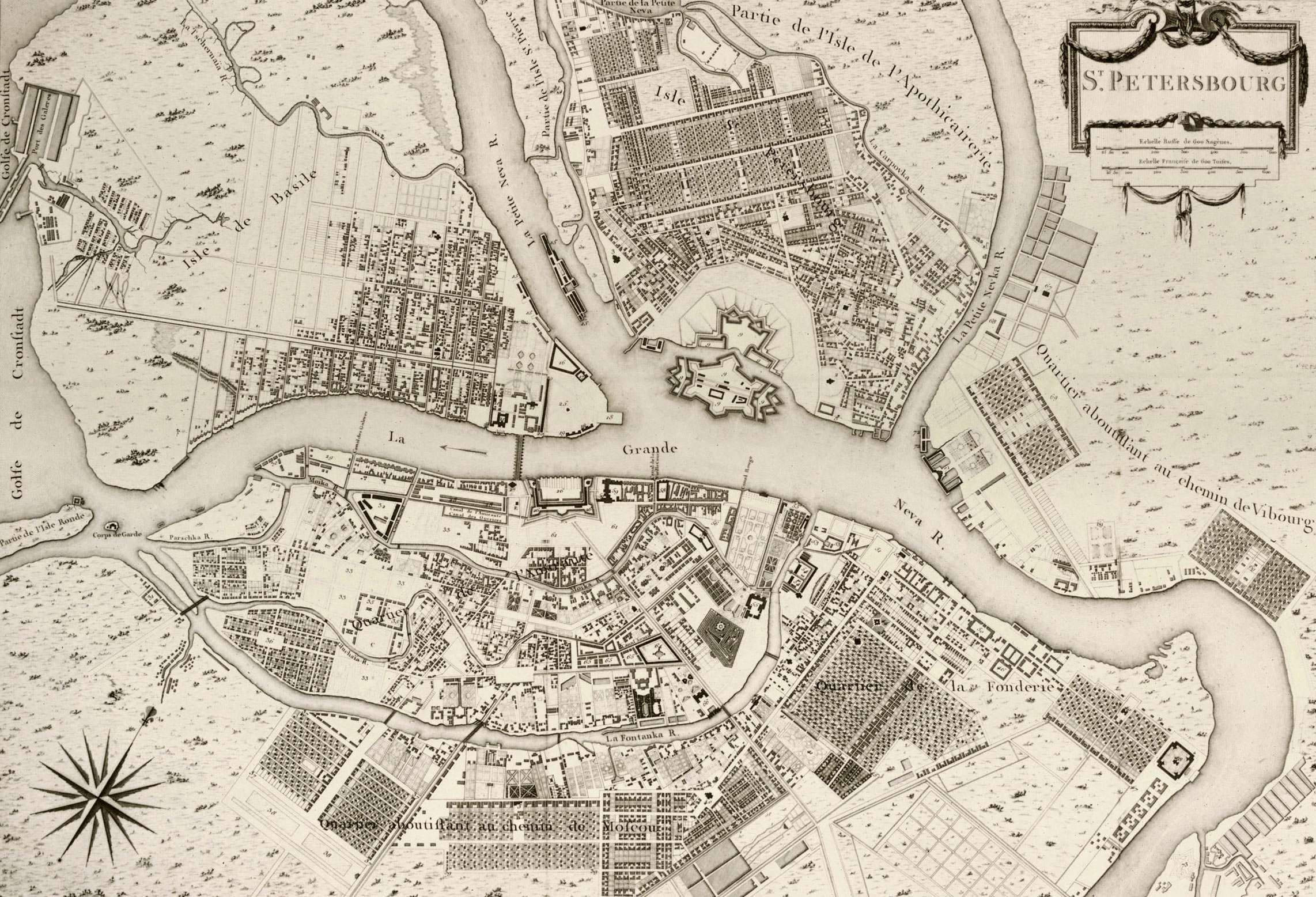
Карта Санкт-Петербурга 1753 года

Комиссия о Санкт-Петербургском строении — первая государственная градостроительная организация в России.
Эта комиссия создала первый генеральный план Санкт-Петербурга.
Комиссия о Санкт-Петербургском строении была создана по итогам разрушений, которые нанесли пожары 1736—1737 года в Морской слободе.
Задачами комиссии стали создание прямых и широких улиц, больших площадей, интенсификация пожаростойкого каменного строения.
Дата создания комиссии — 10 (21) июля 1737 года, комиссию возглавил П. М. Еропкин, значительную роль в работе комиссии играли его помощники М. Г. Земцов и И. К. Коробов.
План города был построен на основе так называемого «Еропкинского трезубца», который предполагал наличие трёх улиц, которые расходятся от Адмиралтейства — Вознесенского проспекта, Невского проспекта и Средней улицы (Гороховая).
Город был разделён на пять частей — Адмиралтейская, Васильевская, Петербургская, Литейная и Московская.
В каждой из них регламентировалось строительство и вёлся надзор за сносом деревянных зданий и строительством каменных.
Также издала 2 указа, которые являлись первыми российскими законодательными актами в области топонимики.
На смену этой комиссии в 1762 году пришла Комиссия о каменном строении Санкт-Петербурга и Москвы.